# Was? Wo? Wann?
Was? Wo? Wann? (russisch Что? Где? Когда?) ist eine Quizshow, die hauptsächlich in russischsprachigen Regionen verbreitet ist. Erfunden wurde die Sendung im Jahre 1975 vom Fernsehmoderator Wladimir Woroschilow und sie wurde schnell sehr populär. Der Sinn des Spiels besteht in einer Gegenüberstellung der Mannschaft der Wissenden (eines Spielteams aus 6 Leuten) und der Mannschaft der Fernsehzuschauer. Die Wissenden sollen in einer Minute mit Hilfe des Brainstorming die richtige Antwort auf die von einem Zuschauer eingeschickte Frage finden. In der Regel werden Fragen gestellt, die mit Allgemeinwissen und logischem Denken gelöst werden können. Für jede richtige Antwort bekommt die Mannschaft der Wissenden einen Punkt, bei einer falschen Antwort geht der Punkt an die Mannschaft der Fernsehzuschauer. Das Spiel geht weiter, bis eine der Mannschaften sechs Punkte erreicht hat.
Der Moderator (und gleichzeitig Regisseur) ist in der Regel (traditionell) nur als Stimme aus dem Off präsent. Dies geht auf ein Vorfall Anfang der 1980er Jahre zurück, als der damalige Vorsitzender der „Gosteleradio UdSSR“ (zu Sowjetzeiten Dachverband aller Fernseh- und Rundfunkanstalten), Sergej Lapin verlangte, dass Wladimir Woroschilow sich aus der Sendung zurückzieht (was dem Aus für die Show gleichgekommen wäre), und als Ausweg die „Hintergrundstimme“ erfunden wurde. Ab etwa 1986/87 trat Woroschilow zwar wieder ab und zu vor die Kamera, aber da die Zuschauer sich seit Jahren an die Off-Stimme gewöhnt hatten, entschied man sich, diese „Tradition“ beizubehalten.

## Spielregeln
Im Laufe des Spiels bekommt die Mannschaft der Wissenden (russ.: команда знатоков) einen Punkt für jede richtige Antwort, bei einer falschen Antwort geht der Punkt an die Mannschaft der Fernsehzuschauer (rus: команда телезрителей), die sozusagen gemeinsam gegen die Spielermannschaft antreten. Sobald eines der Teams 6 Punkte bekommen hat, gewinnt es, was zur Folge hat, dass nicht mehr als 11 Fragen pro Spiel gestellt werden können. Die Regeln werden immer wieder angepasst, allerdings findet das Spiel (bis auf wenige Ausnahmen zur Anfangszeit) im Jagdhaus im Lustgarten in Moskau statt. Dort ist ein spezieller Raum mit einer Art Roulette eingerichtet, in dessen Mitte ein Kreisel, an den ein Pfeil angebracht wurde, steht. Die Fragen liegen in Briefumschlägen im Kreis um den Kreisel angeordnet auf dem Tisch; die Briefumschläge sind mit der Stadt des Einsenders gekennzeichnet. Es wird die Frage gespielt, auf der der Kreiselpfeil stehen bleibt. Wenn diese Frage bereits gespielt wurde, wird die nächste Frage im Uhrzeigersinn genommen.
Die Diskussion der Frage dauert eine Minute. Am Ende muss der Kapitän der Mannschaft den Wissenden benennen, der die Frage beantworten soll. In der Regel antwortet der Autor der besten Antwortversion.
Wenn ein Wissender noch während der Fragestellung die Antwort weiß, kann er ein Signal geben (zumeist eine Faust mit nach oben ausgestrecktem Daumen), worauf der Teamkapitän dem Moderator vor Beginn der Antwortdiskussion sagen kann, dass die Antwort fertig ist. Wenn diese Antwort korrekt ist, bekommen die Wissenden nicht nur den Punkt, sondern eine zusätzliche Diskussionsminute für die späteren Runden. Die Anzahl der Minuten hängt von der Anzahl der früher abgegebenen richtigen Antworten ab; eine Mannschaft darf mehr als eine Zusatzminute hintereinander nehmen.
Später wurde die Regel „Hilfe des Clubs“ eingeführt. Wenn die Wissenden die Antwort auf die Frage nicht wissen, können sie sich einmal pro Spiel an die anderen anwesenden Wissenden (aus anderen Mannschaften) im Saal wenden. Die Zeit dafür beträgt 20 Sekunden. 2007 wurde diese Regel etwas abgeändert: nun darf man diese Hilfe nur nehmen, wenn der Punktestand gerade nicht zugunsten der eigenen Mannschaft steht. Früher existierte eine ähnliche Regel (Hilfe durch die Magister), bei der das Team der Wissenden 20 Sekunden lang Hilfe von den Magistern des Spiels erhielt, doch diese Regel wurde abgeschafft.
Da die Mannschaft der Wissenden sich nicht alleine im Saal befindet, besteht potenziell die Möglichkeit, dass die Antwort vorgesagt wird. Um dies zu vermeiden, befindet sich im Saal eine Verwaltungsperson; diese zeigt in diesem Falle eine Rote Karte. Ferner wird das Spiel von mehreren Kameras aufgenommen. Beim Vorsagen wird die vorsagende Person in der Regel aus dem Saal entfernt. Der Moderator hat das Recht, die Antwort der Wissenden nicht anzurechnen.

## Die Fragen

### Allgemeines
Das Spiel erfordert ein umfassendes Allgemeinwissen und eine gute Bildung im Bereich der modernen Wissenschaft sowie die Fähigkeit, schnell, originell und ungewöhnlich zu denken. Man könnte angesichts des Spieltitels irrtümlich annehmen, dass man viele Fakten im Kopf behalten muss. Tatsächlich sind die Fragen, die lediglich Wissen von Fakten voraussetzen, uninteressant und werden zumeist vermieden. Eine gute Frage enthält alles Nötige, was man für die Antwort wissen muss, und erfordert eine allgemeine Schulbildung, Aufmerksamkeit, Beobachtungsgabe usw. Manchmal sind in den Fragen Hinweise enthalten, beispielsweise durch eine auffällige Wortwahl oder durch Wortspiele. Deswegen sind viele Fragen nicht übersetzbar und erfordern Kenntnisse in den Bereichen Kultur und Wissenschaften.
Die Fragen beziehen sich auf verschiedene Wissensbereiche und sind verschieden aufgebaut, deswegen sind die besten Spieler meist diejenigen, die am belesensten und gebildetsten sind. Eine starke Mannschaft enthält Spieler mit verschiedenen Denkweisen, die einander harmonisch ergänzen. Vieles hängt von der Erfahrung und der inneren Chemie des Teams ab.

### Typen von Fragen
1. Standardfrage. Den Wissenden wird eine Frage vorgelesen, die von einem Fernsehzuschauer per Post eingeschickt wurde. Die Frage wird durch den Kreisel bestimmt. Die Frage wird eine Minute lang diskutiert, anschließend muss die Mannschaft eine Antwort geben. Die Antwort wird von einem der Spieler vorgetragen, der vom Kapitän benannt wird.
2. Multimedia-Frage. Diese Frage wird mit Hilfe einer Video- oder Audioaufnahme oder mit Hilfe eines Bilds gestellt. Die Aufnahmen werden auf den Monitoren, die über dem Tisch angebracht werden, gezeigt. Oft (v. a. bei Bildern) werden diese auf dem Tisch vor den Spielern ausgebreitet.
3. Objekt-Frage. Die Mannschaft bekommt einen Gegenstand und muss z. B. erraten, wofür er dient oder diente, oder wie man ihn für etwas Bestimmtes anwenden kann.
4. Schwarze Box-Frage. Hier muss man sagen, was sich in einer Schwarzen Box befindet, die vor den Spielern steht. Manchmal ist bereits das ein Hinweis auf die Antwort, da die Box nicht sehr groß ist und dort nichts abstraktes liegen kann (allerdings kam es schon vor, dass die Box leer war, und die richtige Antwort war „Nichts“ – dies ist aber eher die Ausnahme). Einmal lag in der Schwarzen Box eine andere, kleinere Schwarze Box (im Spiel vom 27. Dezember 2008). Wenn der Gegenstand nicht in die Box passt, befindet er sich hinter den Kulissen, worauf die Wissenden bei der Fragestellung hingewiesen werden.
5. Sektor Dreizehn. Die Wissenden bekommen eine der Fragen gestellt, die im Internet auf der Website 13.tvigra.ru während des Spiels eingesandt werden. Die Frage wird per Zufallsgenerator durch den Computer ermittelt. Die Frage ist unmoderiert und niemand, nichtmal der Moderator, weiß die Antwort, bis diese verkündet wird.
6. Sektor Zero. Zu Beginn des Spiels wurden drei stilisierte Spielkarten auf den Sektor mit der Nummer 0 gelegt. Wenn dieser Sektor drankam, wurde die Runde Intellektuelles Casino gegen die Wissenden eingeläutet. Anschließend trat der Moderator Wladimir Woroschilow zu den Wissenden und stellte eine der Fragen von den Karten. Nach dem Tode Woroschilows wurde dieser Sektor abgeschafft.
7. Blitz. Diese besteht aus drei Fragen, die einfacher sind als die Standardfragen, allerdings hat das Team für jede Frage nur 20 Sekunden Zeit. Die Mannschaft bekommt den Punkt nur, wenn alle drei Fragen korrekt beantwortet wurden.
8. Superblitz – die kompliziertere Form der Blitz-Runde. Der Unterschied ist es, dass nur ein Spieler antworten muss, ohne Hilfe der Mannschaft. Wer dies ist, entscheidet der Kapitän; gelegentlich wird der Spielkreisel zur Auslosung des Spielers verwendet. Die Superblitz-Runde wird sehr selten gewonnen (z. B. von Andrei Koslow im Finale des Jahres 2008; davor von Maxim Potaschew im Jahr 1997).
9. Entscheidende Runde. Wenn das Team bereits 5 Punkte hat, aber als Spielergebnis den Punktestand 6:0 erreichen möchte, kann die Mannschaft um eine Entscheidende Runde bitten. Dann verbleibt am Tisch nur ein Spieler, der eine Frage alleine beantworten muss. Dabei darf im Saal nicht gesprochen werden. Da das Durchkommen ins Finale von den Punktedifferenz abhängt, kann eine Mannschaft durch die Entscheidende Runde sicherstellen, dass sie ins Finale kommt.

### Fragebeispiele
1. Vor Ihnen liegt ein altägyptisches Schriftstück; darin wird von einem Sklaven gesagt: «Er hört perfekt auf beiden Ohren, ist ehrlich und gehorsam». Dieser Text wird als ein frühes Exemplar von was betrachtet? (Antwort: Werbung.)
2. Das Management von McDonald’s meint: die Gerüchte, dass Fleischgerichte von McDonald’s aus Regenwürmern zubereitet werden, können leicht widerlegt werden, wenn man diese mit Fleisch vergleichen würde. Frage: nach welchem Kriterium? (Antwort: nach Preis: Regenwürmer kosten erheblich mehr.)
3. Nach dem humoristischen Kalender von Belajew und Ŝtaŭber: «Wäre diese Aussage wahr, hätte dies nicht so einen angenehmen Geschmack». Raten Sie, von welcher Aussage die Rede ist und sagen Sie, was das ist. (Antwort: Wein, die Aussage: In vino veritas (lat: im Wein liegt die Wahrheit). Die Frage basiert auf der Gegenüberstellung der Sprichworte „In vino veritas“ und „die bittere Wahrheit“.)
4. Einmal hat ein Freund von Mark Twain, Harry Duman, von diesem 500 Dollar geborgt und versprochen, sie nach einem Monat zurückzuzahlen – sollte er noch leben. Frage: Was hat Mark Twain gemacht, als er das Versprochene nach einem Monat nicht erhielt? (Antwort: er hat Dumans Nekrolog abgedruckt)
5. In der Fabel von Ambrose Bierce hat ein Volksvertreter seinen Wählern versprochen, nicht zu stehlen, wenn er gewählt würde. Als sich später herausstellt, dass er nach seiner Wahl große Geldsummen veruntreut hat, stellen ihn die Wähler zur Rede. Der Politiker sagte, dass er zwar versprochen hat, nicht zu stehlen, jedoch ein anderes Versprechen nicht gemacht hätte. Die Frage: welches Versprechen? (Antwort: ein Versprechen, nicht zu lügen.)
6. Jerome K. Jerome verglich dies mit einer Regierung: beides schätzt man nur, solange sie gut sind. Nennen Sie dies. (Antwort: das Wetter)

## Hintergrund
Als Entstehungsdatum des Spiels gilt der 4. September 1975. An dem Tag fand ein Spiel statt, wobei die Regeln noch anders waren, und zwei Familien gegeneinander antraten. Das Spiel bestand aus zwei Runden, die in jeder der Familien zu Hause gefilmt wurden.
1976 wurde der Kreisel eingeführt. Zu Anfang wurde durch den Kreisel nicht die Frage, sondern der antwortende Spieler bestimmt.
1976 wurde das Spiel «Что? Где? Когда?» stark verändert und wurde als „Fernseh-Jugendclub“ betitelt. Weil Woroschilow damals Fernsehverbot hatte, wurden die ersten Ausgaben von Alexander Masljakow moderiert. Die ersten Spieler waren Studenten der Lomonossow-Universität, die beim Diskutieren laut reden und rauchen durften. Es gab keine Beschränkung auf 1 Minute, jeder spielte für sich selbst und nicht als Team.
1977 bekam das Spiel seine endgültige Form: der Kreisel wählte die Frage und die Diskussion dauerte 1 Minute. 1977 hat das Spiel auch sein Symbol erhalten: einen Uhu.
Die ersten Fragen wurden vom Moderator Wladimir Woroschilow ausgedacht. Als das Spiel beliebt wurde, hat man angefangen, Zuschauerfragen anzunehmen. Es ist bekannt, dass jeden Tag säckeweise Post kam, die man beantworten musste; die besten Fragen mussten ausgewählt werden, die Fakten geprüft, evtl. notwendige Gegenstände beschafft werden. Ein einzelner Mensch konnte diese Arbeit nicht bewältigen, und Woroschilow wurde von seiner Frau, Natalja Stezenko, unterstützt, die viele Jahre lang die Abteilung der Zuschauerkommunikation leitete.
Zu Anfang gab es keinen besonderen Namen für die Spieler. 1979 kam der Begriff „Wissender“ (rus. знаток) zustande. Inzwischen ist dieses Wort Standard für die Bezeichnung der Spieler, und der Club nennt sich in der Regel „Club der Wissenden“ (rus: клуб знатоков).
Die Details der Spielregeln unterlagen oft Änderungen, allerdings waren die Hauptpreise stets Bücher sowie die Kristallene Eule.
Nach dem Zerfall der Sowjetunion 1991 verwandelte sich das Spiel aus einem „intellektuellen Club“ in ein „intellektuelles Casino“ (obwohl die Location gleich blieb). Das Motto des Spiels wurde «Intellektuelles Casino: der einzige Ort, wo man Geld mit dem eigenen Verstand verdienen kann».
Jede Frage hatte ab dann einen bestimmten „Wert“, den man erhöhen konnte, indem man gewonnenes Geld auf ein Spielfeld auslegte. Es kamen Sponsoren und Anwälte (Michail Barschtschewski). Seit 2001 hat man das Spielen um Geld abgeschafft, und der Wert der Fragen wurde per Telefonabstimmung ermittelt. Ab 2008 werden die Autoren der Fragen, die falsch beantwortet wurden, bezahlt, je nachdem, wie viele Punkte das Team der Fernsehzuschauer hat: bei 1 Punkt bekommt der Zuschauer 10000 Rubel, bei 2 Punkten 20000 usw. Wenn die erste Frage von den Wissenden korrekt beantwortet wird, erhält der Zuschauer eine „Versicherung“ von 10000 Rubel; jede nicht gespielte Frage außer „Sektor 13“ erhält eine Kompensation von 10000 Rubel; bei Blitz und Superblitz gilt das für jeden Autoren einer Frage. In den Jahren 2006–2007 erhielten die Zuschauer je 1 Rubel pro Stimme „Frage hat gefallen“ und −1 Rubel pro Stimme „Frage hat nicht gefallen“ bei der SMS-Abstimmung.
Das Spiel unterliegt ständigen Veränderungen, die nach wie vor vorgenommen werden. Im Jahre 1992 wurde der Sektor „Zero“ (Null) eingeführt, der den „Grünen Sektor“ ersetzte, der vor 1991 existierte. Wenn der Zeiger auf dem Sektor 0 stehenblieb, trat der Moderator mit drei Karten (später wurde nur 1 davon gespielt) zu den Spielern und stellte eine von ihm selbst erdachte Frage. Diese Spielvariante wurde von Woroschilow als „Spiel des Casinos gegen die Wissenden“ bezeichnet. In den Sommerspielen von 2001 wurden die vorbereiteten Fragen des (verstorbenen) Wladimir Woroschilow vom neuen Moderator vorgelesen.
2001 wurde der Sektor 13 eingeführt (vorher wurde er experimentell als Internet bezeichnet). Wenn der Kreisel darauf zeigt, wird eine Frage gespielt, die per Zufall aus den per Internet eingesandten Fragen gewählt wird. Diese Fragen haben ihre eigene Spezifika: der Moderator weiß die richtige Antwort nicht, bevor die Wissenden ihre Antwort abgegeben haben, kann die Frage also nicht kommentieren. Da die Fragen nicht moderiert werden, schwankt ihre Qualität teilweise stark.
Nach dem Tod von Wladimir Woroschilow im Jahr 2001 wurde sein Stiefsohn Boris Krjuk der neue Moderator. Zunächst veränderte er seine Stimme, um nicht erkannt zu werden; später aber enthüllte er seine Person und führte die Sendung mit der eigenen Stimme weiter. Er trat bislang nur zweimal zu den Spielern heraus – am 26. Oktober 2007 und 27. Dezember 2008.
Das Spiel hat vier „Serien“ (oder Saisons) jedes Jahr: Frühling, Sommer, Herbst und Winter. Jede Serie enthält fünf Spiele (4 Auswahlspiele und 1 Finale); das letzte Spiel der Wintersaison ist das Jahresfinale. In diesem wird die „Diamantene Eule“ ausgelost.
Die etablierten Mannschaften verändern sich wenig im Laufe der Spielgeschichte. Einige der ältesten Spieler sind aus dem Spiel ausgestiegen, andere sind hinzugekommen, doch dieser Prozess ist in der Regel langsam und unauffällig.
Seit 2000 nimmt man neue Intellektuelle in den Club, so dass jede Saison eine neue Mannschaft spielte. Die Mitglieder wurden aus örtlichen Clubs ausgesucht, später wurden sie nach Telefonabstimmung ausgelost. Allerdings hatten diese Mannschaften, die keine Teamplay-Erfahrung hatten, in der Regel kein gutes Bild abgegeben.
Derzeit existieren „Was? Wo? Wann?“-Amateurclubs praktisch in allen großen Regionen von Russland und in vielen Ländern, in denen Emigranten aus der ehemaligen UdSSR leben. Es finden regelmäßige Meisterschaften sowie Festivals und Turniere statt. Die Clubarbeit wird von der Internationalen Assoziation der Clubs „Was? Wo? Wann?“ reglementiert. Es gab eine eigene Clubzeitung „Igra“, die von den wichtigsten Ereignissen in der Welt von „Was? Wo? Wann?“ und KWN berichtete.
Die Fernsehversion enthält Pausen, damit die Wissenden sich erholen können. Es gibt zwei Typen von Pausen:
- Musikpause: die Mannschaft tritt aus dem Jagdhaus zu einer stilisierten Bühne im Garten, auf der ein eingeladener Star ein Lied singt. Als Variante wird die Band oder der Performer in den Saal eingeladen. Diese Pause wird vom Moderator nach 4 Runden ausgerufen (oder beim Punktestand 3:0).
- Teepause: bei dieser bringt der Verwalter sechs Tassen Tee vom Sponsoren, Ahmad Tea Limited Edition. Diese Pause wird meistens nach der 7. oder 8. Runde vom Moderator ausgerufen, wenn das Spiel noch nicht gewonnen wurde.

## Live-Übertragung
Eine der Besonderheiten des Spiels ist, dass es live übertragen wird. Während der Sendung können Zuschauer, die Abonnenten des Sponsoren MTS sind, ihre Varianten der Antworten abgeben. Wegen der vielen Zeitzonen ist die Liveübertragung nur für Zuschauer der Moskauer Zeitzone sowie der Zeitzone MSK+1 verfügbar. Die Zuschauer in östlicheren Zeitzonen sehen die Aufzeichnungen der Woche zuvor; in den Zeitzonen westlich von Moskau wird die Liveübertragung am gleichen Tag mit entsprechender Verzögerung ausgestrahlt.

## Preise und Titel des Spiels

### Die Eulen
- Abzeichen der Eule. Wurde an den besten Spieler des Finales von 1980, Alexander Bjalko, vergeben.[7]
- Kristallene Eule. 1984 eingeführt, wird an den besten Spieler der Mannschaft der Wissenden oder an den besten Fragesteller aus der Mannschaft der Fernsehzuschauer vergeben (je nachdem, welche Mannschaft gewonnen hat)[8].
- Diamantene Eule. Wird an den besten Spieler des Jahres vergeben. Eingeführt 2002[9]. Bisherige Preisträger: Asja Schawinskaja, Boris Burda und Andrej Koslow.
- Kristallenes Nest. Sechs kleine Kristallene Eulen auf einem Kristalltablett (im Nest), wurde an die beste Mannschaft eines Jubiläumsjahres verliehen. Wurde im Jahre 2008 an die Mannschaft von Andrej Koslow verliehen (2008 wurde vom Moderator und von den Magistern als Jubiläumsjahr zu Ehren von 33 Jahren Spielbestehen deklariert).

### Jackett
- Das Rote Jackett galt als Zeichen des „Clubmitglieds auf ewig“ für den Spieler, der im Club verblieb, selbst wenn seine Mannschaft verlor. Es wurde an den besten Spieler der Mannschaft verliehen, die ins Finale kam (unabhängig vom Spielergebnis). Nach 1994 abgeschafft.

### Schulterstück des besten Kapitäns
- Das Schulterstück wird an den besten Kapitän verliehen, der einmal in 5 Jahren gewählt wird. Derzeit haben folgende Kapitäne diese Auszeichnung: Boris Jerjomin, Wladimir Lutowinow, Andrej Kamorin, Wiktor Sidnew, Andrej Koslow, Alexej Blinow und Ales Muchin.

### Magister
Ab 1995 wird in jeder Jubiläumssaison des Spiels ein Magistertitel verliehen. Momentan haben folgende Wissenden diesen Titel:
1. Alexander Drus (1995)
2. Maxim Potaschew (2000)
3. Wiktor Sidnew (2005)
4. Andrej Koslow (2008)1

1 Den Magistertitel erhielt Andrej Koslow im 33. Jahr des Spielbestehens. Dieses Jahr wurde nach einer Abstimmung durch die Magister als Jubiläumsjahr deklariert.

### Hüter der Traditionen
- Als Hüter der Traditionen des Clubs „Was? Wo? Wann?“ tritt der Rechtsanwalt Michail Barschtschewski, der offizielle Vertreter der russischen Regierung vor den obersten Gerichtsinstanzen, auf.

## Musik
Das Spiel wurde derartig beliebt, dass bestimmte Musiktitel im russischsprachigen Raum nur noch mit dieser Sendung assoziiert werden. Viele Themen wurden berühmt und werden auch in regionalen Clubspielen eingesetzt. Für viele Menschen sind diese Melodien untrennbar von der Spielatmosphäre. Die Titelmelodie ist der Anfang zur symphonischen Poem von Richard Strauss „Also sprach Zarathustra“. Außerdem klingt zu Beginn ein Ausschnitt aus der Arie von Hermann aus der Oper „Pique Dame“ („Was ist unser Leben? Ein Spiel!“) und andere Ausschnitte aus der gleichen Oper. Wenn der Kreisel rotiert, spielt der Titel „Wildes Pferd“ (von Gennadi Bondarew), gespielt vom Dixieland-Orchester von Albert Melkonow. Zwischen den Runden werden Ausschnitte aus „Rhapsody in Blue“ und „Blues“ von George Gershwin, „Sing, sing, sing“ von Louie Prima, Zigeunerchor aus der Oper „Il Trovatore“ von Giuseppe Verdi, „Ra-ta-ta“ von James Last, Ausschnitte aus „Crucified“ und „Israelism“ von Army of Lovers.
Am Ende des Spiels wird „Danse macabre“ von Camille Saint-Saëns
(in einer Popfassung) von Ekseption vorgespielt.

## Internationale Versionen

### Estland
Der Fernsehsender Kanal 2 (Estland) nennt seine Version Mis? Kus? Millal?.

### Belarus
Auf dem belarussischen Sender ONT wurde am 13. April 2009 eine regionale Saison gespielt, moderiert von Ales Muchin. Laut Ales Muchin gibt es etwa 1500 aktive Spieler in Belarus.

### Bulgarien
In Bulgarien gibt es seit über 20 Jahren Clubs der Wissenden, die in eine Nationale Assoziation der Wissenden vereinigt sind. In der Regel gibt es jede Woche ein Spiel. Viele bulgarische Universitäten haben ebenfalls Clubs der Wissenden. Einige Spiele werden auf regionalen Sendern übertragen.

### Ukraine
Der Fernsehsender 1+1 nennt seine Version Що? Де? Коли? (ukr. Was? Wo? Wann?).

### USA
Im Dezember 2009 wurde bekanntgegeben, dass die Rechte für eine amerikanische Version von „Was? Wo? Wann?“ vom Sender АВС gekauft wurden. Das Spiel, das momentan den Arbeitstitel „The Six“ (die Sechs) hat, soll die Firma Merv Griffin Entertainment. Die Anpassungen an den amerikanischen Markt sollen minimal sein: so soll der Moderator nicht als Off-Stimme, sondern persönlich im Spielsaal anwesend sein.